# Kancheepuram
Kancheepuram (alternativt Kanchipuram eller Kanchi, tidigare Konjiveram) är en stad i den indisk delstaten Tamil Nadu och är centralort i ett distrikt med samma namn. Folkmängden uppgick till 164 384 invånare vid folkräkningen 2011, med förorter 221 715 invånare.
Staden betraktas som helig inom hinduismen (en av Indiens sju heliga städer) och kallas av de troende Den gyllene staden, eller Söderns Varanasi. I staden finns ett flertal tempel byggda i dravidisk stil.
Här fanns under 200-talet till 700-talet huvudstaden för Pallavariket då staden också var ett kulturellt centrum för såväl hinduism som buddhism. Kanchipuram erövrades av Chalukyadynastin på 700-talet och Cholariket under 1000-talet, samt Vijayanagar på 1400-talet och muslimska härskare 1481. Innan Robert Clive erövrade staden för britterna 1758 var staden under en period ett centrum för Franska Ostindiska Kompaniet.